# Don Valley Stadium
Het Don Valley Stadium was een voetbalstadion in het Engelse Sheffield.
Het stadion, dat plaats bood aan 10.000 toeschouwers, werd bespeeld door Rotherham United. In 2012 verhuisde die club naar het pasgebouwde New York Stadium. In september 2013 werd het oude stadion gesloten en vanaf 21 november 2013 werd begonnen met de sloop.